# Мышка (приток Мезы)
Мышка — река в России, протекает в Костромском районе Костромской области. Устье реки находится в 35 км по правому берегу реки Меза. Длина реки составляет 11 км.
Исток реки у нежилой деревни Котово в 38 км к северо-востоку от Костромы. Река течёт на запад, имеет приток Железинку (левый).

## Данные водного реестра
По данным государственного водного реестра России относится к Верхневолжскому бассейновому округу, водохозяйственный участок реки — Кострома от истока до водомерного поста у деревни Исады, речной подбассейн реки — Волга ниже Рыбинского водохранилища до впадения Оки. Речной бассейн реки — (Верхняя) Волга до Куйбышевского водохранилища (без бассейна Оки).
По данным геоинформационной системы водохозяйственного районирования территории РФ, подготовленной Федеральным агентством водных ресурсов:
- Код водного объекта в государственном водном реестре — 08010300112110000013158
- Код по гидрологической изученности (ГИ) — 110001315
- Код бассейна — 08.01.03.001
- Номер тома по ГИ — 10
- Выпуск по ГИ — 0